# جول العقيلاات (عمد)

تعديل مصدري - تعديل

جول العقيلات هي إحدى قرى بمديرية عمد التابعة لمحافظة حضرموت، بلغ تعداد سكانها 34 نسمة حسب تعداد اليمن لعام 2004.